# Gemmersdorf
Gemmersdorf ist eine Ortschaft in der Gemeinde St. Andrä im Bezirk Wolfsberg in Kärnten.

## Kultur und Sehenswürdigkeiten
- Katholische Filialkirche Gemmersdorf hl. Laurentius
- Mühle Gemmersdorf

## Öffentliche Einrichtungen
- Freiwillige Feuerwehr Gemmersdorf